# Constante de Avogadro

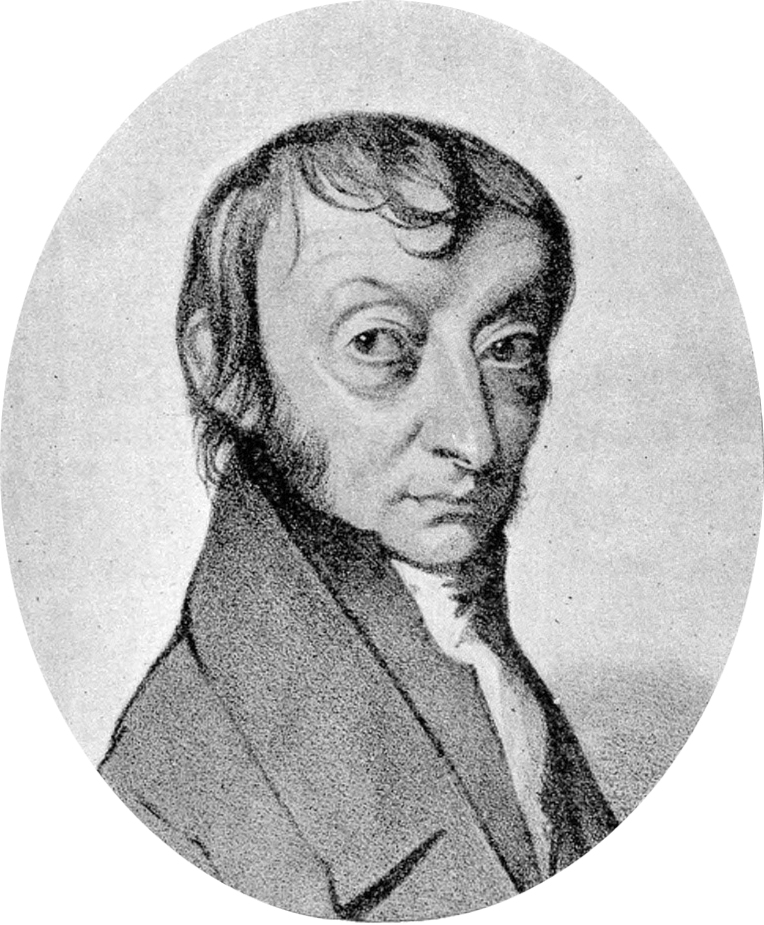
Amedeo Avogadro.

Em química e física, a constante de Avogadro (símbolos: L, NA) é definida como sendo o número de moléculas por mol de uma determinada substância, em que o mol é uma das sete unidades básicas do Sistema Internacional de Unidades (SI). A constante de Avogadro tem dimensões de mol recíprocas e seu valor é igual a 6,022 140 76 x 1023 mol−1.
As definições anteriores de quantidade química envolveram o número de Avogadro, um termo histórico intimamente relacionado com a constante de Avogadro, porém definido de maneira diferente: o número de Avogadro foi inicialmente conceituado por Jean Baptiste Perrin como o número de átomos em um grama por molécula de hidrogênio. Depois, foi redefinido como o número de átomos em 12 gramas do isótopo de carbono-12 e, mais tarde, generalizado para relacionar quantidades de uma substância com o seu peso molecular. Por exemplo, um grama de hidrogênio, cujo número de massa é igual a 1 (número atômico 1), tem 6,022 × 1023 átomos de hidrogênio. Do mesmo modo, 12 gramas de carbono-12, com o número de massa igual a 12 (número atômico 6), tem o mesmo número de átomos, 6,022 × 1023. O número de Avogadro é uma quantidade dimensional e tem o valor numérico da constante de Avogadro dada em unidades básicas.
A constante de Avogadro é fundamental para entender a composição das moléculas e suas interações e combinações. Por exemplo, uma vez que um átomo de oxigênio irá combinar com dois átomos de hidrogênio para formar uma molécula de água (H2O), percebe-se que, analogicamente, um mol de oxigênio (6,022 × 1023 de átomos de O) irá combinar com dois mol de hidrogênio (2 × 6,022 × 1023 de átomos de H) para fazer um mol de H2O.
Revisões no conjunto das unidades básicas do SI exigiram redefinições nos conceitos de quantidade química. Assim, o número de Avogadro e sua definição foram preteridos em favor da constante de Avogadro e sua definição. Alterações nas unidades do SI são propostas a fim de corrigir  precisamente o valor da constante para exatamente 6,022 14  × 1023 (expressa na unidade mol−1, ver as novas definições do SI, em que um "X " no final de um número significa um ou mais dígitos finais ainda a serem estabelecidos).
A partir do dia 20 de maio de 2019, a constante foi redefinida para ser exatamente 6,022 140 76 x 1023.

## História
A constante de Avogadro foi assim nomeada no início do século XIX, pelo cientista italiano Amedeo Avogadro, que em 1811 havia proposto pela primeira vez que o volume de gás (a uma dada pressão e temperatura) é proporcional ao número de átomos ou moléculas, independentemente da natureza desse gás. O físico francês Jean Perrin, em 1909, propôs nomear a constante em honra a Avogadro. Perrin ganhou o Prêmio Nobel de Física, devido, em grande parte, a seu trabalho na determinação da constante de Avogadro por meio de vários métodos diferentes.
O valor da constante de Avogadro foi indicado, primeiramente, por Johann Josef Loschmidt que, em 1865, estimou que o diâmetro médio das moléculas de ar é equivalente a calcular o número de partículas de um determinado volume de gás. Esse último valor, o número  {\displaystyle n_{0}} da densidade das partículas em um gás ideal, é chamado de constante de Loschmidt (em sua homenagem), e está relacionada com a constante de Avogadro, NA, por:
{\displaystyle n_{0}={\frac {p_{0}N_{\rm {A}}}{RT_{0}}}}
onde p0 é a pressão, R é o gás constante e T0 é a temperatura absoluta. A ligação com Loschmidt é dada pela raiz do símbolo L, muitas das vezes utilizado para a constante de Avogadro, e que, na literatura alemã, pode se referir, pelo mesmo nome, a ambas constantes, distinguindo-se apenas pelas unidades de medida.
Determinações precisas do número de Avogadro requererem a medição de uma única quantidade em ambas as escalas, atômicas e macroscópicas, usando a mesma unidade de medição. Isso se tornou possível quando, em 1910, o físico americano Robert Millikan mediu a carga de um elétron. A carga elétrica por mol de elétrons é uma constante chamada de constante de Faraday, e é conhecida desde 1834, quando Michael Faraday publicou seus trabalhos sobre eletrólise. Ao dividir a carga de um mol de elétrons pela carga de um único elétron, o valor obtido é o número de Avogadro. Desde 1910, novos cálculos têm determinado com mais precisão os valores para a constante de Faraday e para a carga elementar.
Perrin, originalmente, propôs o nome, número de Avogadro (N), para se referir à quantidade de moléculas contidas em um mol de oxigênio (exatamente 32 g de oxigênio, de acordo com as definições do período), e este termo ainda é amplamente utilizado, especialmente em trabalhos preliminares. A alteração do nome para constante de Avogadro (NA) veio com a introdução do mol como uma unidade básica no Sistema Internacional de Unidades (SI) em 1971, que reconheceu a quantidade de substância como uma análise dimensional independente. Com esse reconhecimento, a constante de Avogadro era não mais um número puro, mas uma unidade de medida, o mol recíproco (mol−1).
Embora seja raro usar outras unidades de quantidade de substância que não sejam o mol, a constante de Avogadro também pode ser expressa em outras unidades, como a libra mol (lb-mol) e a lince mol (oz-mol).
NA = 2.73159757 × 1026 (lb-mol)−1 = 1.707248479 x 1025 (oz-mol)−1

## O valor convencional da constante
A constante de Avogadro é reavaliada à medida que novos métodos, mais precisos e exatos, são desenvolvidos. Atualmente, a CODATA (CODATA, 2022) recomenda o valor para a constante de Avogadro como sendo:
Este é o melhor valor estimado para esta constante, conhecido também como valor convencional (de uma grandeza).

## Exemplo de cálculo de massa
Vamos calcular, por exemplo, a massa de um átomo de alumínio em gramas. Consideraremos que o número de Avogadro é {\displaystyle N_{a}} = 6 × 1023.
- Primeiro temos que descobrir a massa molar do átomo de alumínio, que é numericamente igual à massa atômica do alumínio (27 u). Ou seja, {\displaystyle M_{Al}=27\,{\mbox{g/mol}}}.

- Sabendo isso, temos que 27 g de alumínio (Al) correspondem a 1 mol de átomos ou 6 × 1023 átomos. Resta descobrir a massa m que corresponde a 1 átomo de alumínio .

- Tendo isso em vista, concluímos, fazendo uma proporção simples, que {\displaystyle m={\frac {27\,{\mbox{g}}}{6\cdot 10^{23}}}} ou {\displaystyle m=4{,}5\cdot 10^{-23}\,{\mbox{g}}}. Esse resultado é a massa do átomo de alumínio em gramas.